# Сарацинские камни
Сарацинские камни, также сарсены (англ. sarsen) — куски сцементированного кремнистым веществом песчаника, во множестве находящиеся в Южной Англии на Солсберийской равнине и холмах Мальборо-Даунс в Уилтшире; также находятся в Кенте и в меньших количествах в Беркшире, Эссексе, Оксфордшире, Дорсете и Гемпшире.
В Средневековье словом «сарацин» обозначали мусульман, но по аналогии оно распространилось на всё нехристианское. Эта порода широко использовалась в языческих святилищах и мегалитах, отчего и получила название.

## Геологическое описание
Сарацинские камни — постледниковые отложения, остатки некогда мощного, покрывавшего почти всю Южную Англию, слоя плотной, прочной кайнозойской породы, образованной при пропитке песков силикатным связующим, как считается, в неогене и четвертичном периоде при выветривании палеоценовых осадочных пород ламбетской группы путём просачивания кислых растворов.

## Применение
В Стоунхендже сарацинский камень использован для Пяточного камня и стоёмных камней в круге. Также эта порода применялась в Эйвбери и других мегалитах Южной Англии.
Для добычи сарацинского камня как строительного материала издревле применялось растрескивание при нагреве и последующем резком охлаждении, а позднее — взрывчатые вещества, но эта порода для строительства подходит плохо. Стьюкли пишет, что он «зимой всегда влажный и покрыт росой, что ведёт к сырости и гниению мебели». Когда Эйвбери попытались ломать на стройматериалы, компания разорилась, потому что выстроенные из них дома не нашли спроса. Сарацинский камень за прочность ценится для ступенек и мостовых.